# گذرگاه نیمه‌شب
گذرگاه نیمه‌شب (به انگلیسی: Midnight Crossing) فیلمی محصول سال ۱۹۸۸ و به کارگردانی راجر هولزبرگ است. در این فیلم بازیگرانی همچون فی داناوی، دانیل جی. تراونتی، کیم کاترال، جان لافلین و ند بیتی ایفای نقش کرده‌اند.

## داستان
آنچه به‌عنوان یک سفر دریایی تفریحی آغاز می‌شود، به جست‌وجوی گنج برای دو زوج بدل می‌گردد: «هلن بارتون» که بینایی‌اش را از دست داده و شوهرش «مورلی» که یک افسر پیشین نیروی دریایی است، و «جف» و «الکسا شاب».
گفته می‌شود که یک میلیون دلار پول در جزیره‌ای کوچک میان فلوریدا و کوبا دفن شده است، بنابراین هر چهار نفر تصمیم می‌گیرند برای پیدا کردن آن دست به کار شوند. اما جانشان در خطر می‌افتد؛ چه از سوی بومیان و دزدان دریایی، و چه از سوی حرص و طمعی که به‌تدریج گروهشان را از درون از هم می‌پاشد.

## بازیگران
فی داناوی در نقش هلن بارتون
دنیل جی. تراوانتی در نقش مورلی بارتون
کیم کاترال در نقش الکسا شاب
جان لافلین در نقش جف شاب
ند بیتی در نقش الیس
پدرو د پول در نقش ناخدا مندوزا

## بازخورد
این فیلم واکنش‌های متفاوتی از منتقدان دریافت کرد. روزنامهٔ لس‌آنجلس تایمز در مورد این فیلم نوشت: «چیزی در این فیلم هست که به‌خاطر جسارتش در هل دادن موضوع به فراتر از مرزهای معقول — و کشاندن آن به تاریک‌ترین اعماق انحطاط شخصیتی و هیستری عاطفی — تقریباً شایستهٔ احترام است.»

## گیشه
عبور نیمه‌شب در گیشه موفق نبود. به‌دلیل شکست تجاری فیلم، تهیه‌کنندگان به شرکت‌های سینمایی بدهکار شدند.